# Карбин
Карбин — аллотропная форма углерода на основе sp-гибридизации углеродных атомов. Состоит из углеродных фрагментов с тройной –С≡С–С≡С–, или двойной кумулированной =С=С=С=С= связью. Может быть линейным или образовывать циклические структуры.

## Физические свойства
Карбин представляет собой мелкокристаллический порошок чёрного цвета (плотность 1,9÷2 г/см³). Получен в искусственных условиях из длинных цепочек атомов углерода, уложенных параллельно друг другу. Карбин — линейный полимер углерода. В молекуле карбина атомы углерода соединены в цепочки  либо поочерёдно тройными и одинарными связями (полииновое строение), либо постоянно двойными связями (поликумуленовое строение). Это вещество впервые получено советскими химиками Ю.П.Кудрявцевым, А.М.Сладковым, В.И.Касаточкиным и В. В. Коршаком в начале 60-х ггв Институте элементоорганических соединений Академии наук СССР (ИНЭОС). Карбин обладает полупроводниковыми свойствами, причём под воздействием света его проводимость сильно увеличивается. На этом свойстве основано первое практическое применение — в фотоэлементах.

## Предыстория открытия
Вопрос о возможности существования форм углерода с sp-гибридизацией атомов неоднократно рассматривался теоретически. Ещё в 1885 году немецкий химик Адольф Байер пытался синтезировать цепочечный углерод из производных ацетилена ступенчатым методом. Однако попытка Байера получить полиин (соединение, содержащие в молекуле не менее трёх изолированных или сопряженных связей С≡С) оказалась неудачной, он получил углеводород, состоящий из четырёх молекул ацетилена, соединенных в цепочку, и оказавшийся чрезвычайно неустойчивым. Неустойчивость низших полиинов послужила Байеру основанием для создания теории напряжения, в которой он постулировал невозможность получения цепочечного углерода. Авторитет ученого охладил интерес исследователей к синтезу полиинов, и работы в этом направлении надолго прекратились.
Одномерная (линейная) форма углерода долгое время оставалась недостающим звеном в аллотропии углерода. Важным стимулом для возобновления работ в этой области явилось открытие в 1930-е годы представителей полиацетиленового ряда в природе. В некоторых растениях и низших грибах были обнаружены соединения полиинового ряда, содержащие до пяти сопряженных ацетиленовых группировок. Одними из первых, кто решился бросить вызов авторитету предшественников, стали химики лаборатории высокомолекулярных соединений ИНЭОС Алексей Михайлович Сладков, Юрий Павлович Кудрявцев. Проведённая ими работа привела к открытию новой линейной аллотропной формы углерода.
В 1959—1960 годах в лаборатории высокомолекулярных соединений ИНЭОС, возглавляемой академиком Коршаком, проводились систематические исследования реакции окислительного сочетания диацетиленовых соединений. Было установлено, что в присутствии солей двухвалентной меди эта реакция может быть проведена с любыми диацетиленовыми соединениями с образованием полимеров, элементарное звено которых сохраняет углеродный скелет исходного диацетилена. При этом сначала образуются полимерные полиацетилениды Cu(I). Этот вариант реакции окислительного сочетания был назван окислительной дегидрополиконденсацией. Ученые предположили, что в качестве мономера для такой поликонденсации можно взять и ацетилен. Действительно, при пропускании ацетилена в водно-аммиачный раствор соли Cu(II) быстро выпадал черный осадок. Именно этот путь привёл А. М. Сладкова, Ю. П. Кудрявцева, В. В. Коршака, и В. И. Касаточкина к открытию линейной формы углерода, которую назвали «карбин».
По словам первооткрывателей карбина, самым сложным для них было определить, какими же связями соединены в цепочку углеродные атомы. Это могли быть чередующиеся одинарные и тройные связи (-С≡С-С≡С-), только двойные связи (=С=С=С=С=), или и те, и другие одновременно. Лишь через несколько лет удалось доказать, что в полученном карбине двойных связей нет. Подтверждением полиинового строения цепочек послужило образование щавелевой кислоты при озонировании карбина.
Однако теория допускала существование и углеродного линейного полимера только с двойными связями, который и был получен в 1968 году В. П. Непочатых: встречный синтез (восстановлением полимерного гликоля) привёл к образованию линейного полимера углерода с кумуленовыми связями, который назвали поликумуленом. Доказательством наличия двойных связей в полученном веществе стал тот факт, что при озонировании поликумулена получается только диоксид углерода.
Итак, были получены две формы линейного углерода: полииновая (-С≡С-)n, или α-карбин, и поликумуленовая (=С=С=)n, или β-карбин. Авторами открытия было проведено детальное исследование структуры карбина различными методами, изучены его термодинамические и электрофизические свойства.
Известно несколько сообщений о находках карбиносодержащих углеродных веществ, сделанных А. Г. Виттакером в цейлонском графите и графите различных штатов США, В. И. Касаточкиным в природном алмазе, Ф.Дж. Рейтингером в графите Шри-Ланки, Г. В. Вдовыкиным в метеорите.
Детальные способы получения, физические и химические свойства карбина и его применения описаны в ряде работ Ю. П. Кудрявцева, С. Е. Евсюкова, М. Б. Гусевой, В. Г. Бабаева, Т. Г. Шумиловой.

## Структура карбина
По мнению некоторых исследователей, однозначных и строгих доказательств индивидуальности карбина и его строения до сих пор не получено, другие же авторы, наоборот, считают, что такие доказательства имеются. Дискуссия по поводу существования карбина во многом обусловлена тем, что диагностика его имеет ряд технических сложностей, поскольку при использовании высокоэнергетических методов возможен переход карбина в другие формы углерода. К тому же представления о структуре карбина долгое время отличались несовершенством. Авторы открытия карбина предложили модель его кристаллической структуры в виде совокупности цепочек кумуленового или полиинового типа, упакованных в кристаллы за счет вандерваальсовых сил. Цепочки полагались прямолинейными, поскольку каждый атом углерода находится в состоянии sp-гибридизации.
Действительно, к настоящему времени установлено, что структуру карбина образуют атомы углерода, собранные в цепочки двойными связями (β-карбин) или чередующимися одинарными и тройными связями (α-карбин). Полимерные цепочки имеют химически активные концы (т. е. несут локализованный отрицательный заряд) и изгибы с цепочечными вакансиями, в местах которых цепочки соединяются между собой за счет перекрывания π-орбиталей атомов углерода. Важное значение для образования сшивок имеет присутствие таких примесей металлов, как железо, калий. Убедительное свидетельство наличия зигзагов в линейной углеродной цепочке было получено в теоретической работе Коршака: результаты его расчета хорошо согласуются с ИК-спектром карбина.
На основании результатов дальнейших исследований структуры кристаллического карбина была предложена модель его элементарной ячейки. Согласно этой модели элементарная ячейка карбина составлена параллельными цепочками углерода, имеющими зигзаги, благодаря которым ячейка оказывается двуслойной. Толщину одного слоя составляет цепочка из шести атомов углерода. В нижнем слое цепочки плотно упакованы и расположены в центре и по углам гексагона, тогда как в верхнем слое центральная цепочка отсутствует, а в образовавшейся вакансии могут располагаться атомы примеси. Возможно, что они являются катализаторами кристаллизации карбина. Такая модель дает ключ к раскрытию феномена карбина и объясняет, в какой конфигурации может стабилизироваться в общем случае неустойчивая совокупность линейных цепочек углерода.